# Evangelische Pfarrkirche Holzschlag

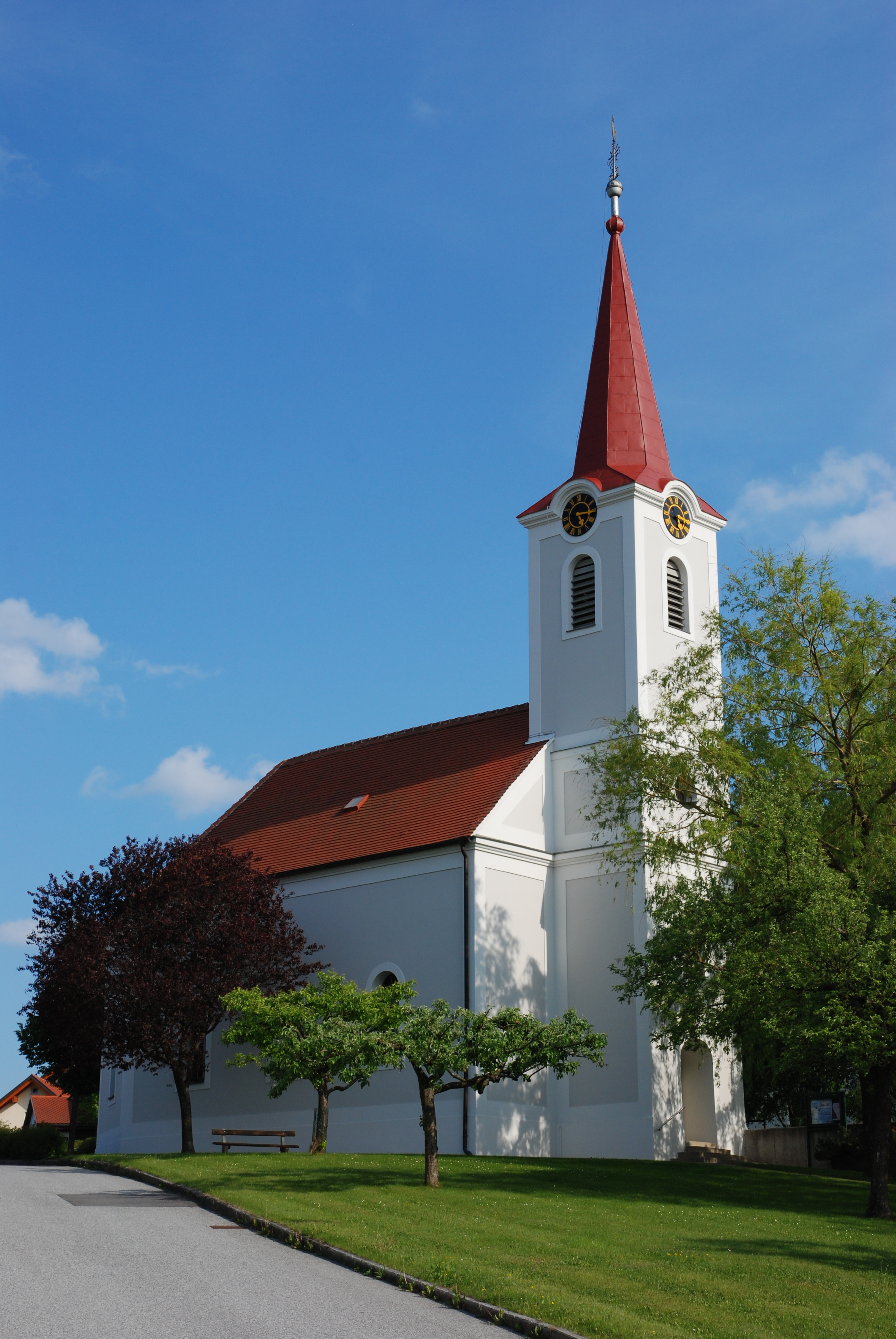
Evangelische Pfarrkirche in Holzschlag

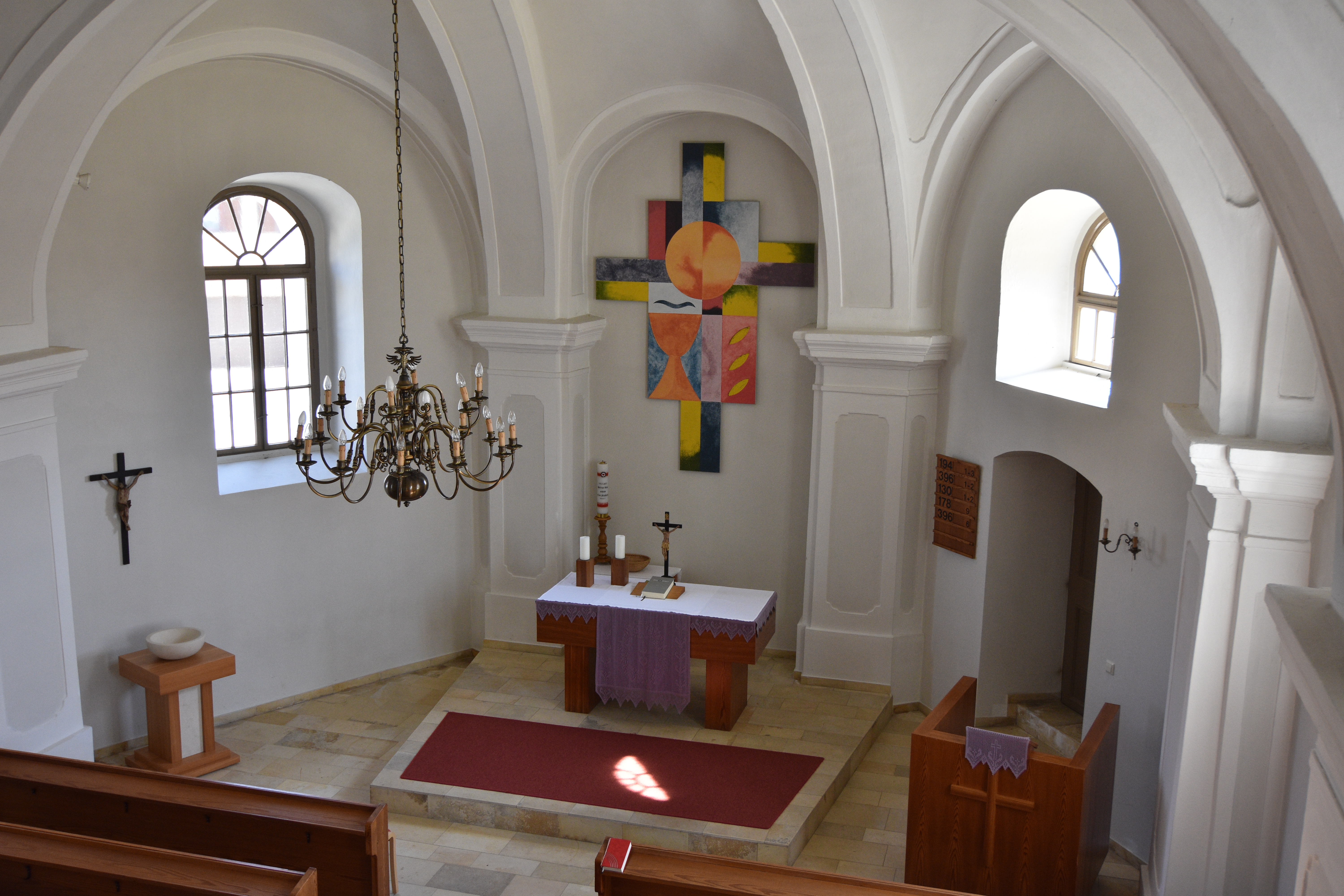
Die Innenansicht der Kirche

Die evangelisch-lutherische Pfarrkirche Holzschlag steht im Ort Holzschlag in der Gemeinde Unterkohlstätten im Bezirk Oberwart im Burgenland. Die Kirche gehört zur Superintendentur A. B. Burgenland und steht unter Denkmalschutz.

## Geschichte
Die Kirche wurde 1811 von dem Maurermeister Georg Eichberger erbaut. 1842 erfolgte ein Umbau mit einer Erweiterung. 1859 wurde die Kirche zur Pfarrkirche erhoben. 1975 wurde die Kirche restauriert.

## Architektur
Der einfache Kirchenbau hat einen vorgestellten Westturm mit einem Spitzhelm. An das breite Langhaus schließt ein dreiseitiger Chor an.
Das dreijochige Langhaus hat Platzlgewölbe auf Gurten und Schildbogen auf gestuften Pilastern. Die dreiachsige Westempore ist platzlunterwölbt.

## Ausstattung
Der moderne Altartisch trägt einen Holzkruzifix.
Eine Glocke nennt Anton Pfistermeister Güns 1862.